# Selaginella achotalensis
Selaginella achotalensis är en mosslummerväxtart som beskrevs av Shelton och Caluff. Selaginella achotalensis ingår i släktet mosslumrar, och familjen mosslummerväxter. Inga underarter finns listade i Catalogue of Life.